# Ванакаурі
Ванакаурі (Wanakauri) — гора в Андах на території Перу, висота — 4089 м. у південно-східній частині долини Куско. За ними розташовано перевал, що поєднував долину з іншими низинами. Було священним місцем інків.

## Опис
Розташована в районах Сан-Херонімо і Сан-Себастьян провінції Куско регіону Куско. Є однією з найвищих гір цього регіону.

## В часи інків
Відповідно до міфів є місцем народження держави інків Куско. Гора отримала назву на честь бога райдуги Ванакаурі. Повз цієї гори йшов шлях першого володаря Куско — Манко Капака. Останній відповідно до інкських міфів поховано біля цієї гори. Згідного одного з міфів був родичем (братом) Манко Капака. Надалі є місцем перебування одного з шанованіших уака (духів) імперії Тауантінсую. Мали особливих жерців, що звалися «тарпунтаї», які приносили в жертву уака Ванакаурі овець або лам.
В часи Сапа Інків контролювала поєднання область Куско з однією з частин імперії «чвертю»-сую Кунтісую. Гора Ванакаурі було місцем важливого змагання молодих аристократів, які мали отримати статус дорослого вояка (на кшталт лицаря). Вони бігли від храму Коріканча до Ванакаурі, де відбувалося жертвоприношення тварин уаку гори. Також тут було місце особливих жертвоприношень-капакуча.